# Liste spanischsprachiger Dichter
Die folgende alphabetische Liste beinhaltet in erster Linie die Verfasser von Lyrik (Gedichten, Liedern, Versen …) – also Dichter im engeren Sinne.
- Rosario de Acuña (1851–1923)
- Rafael Alberti (1902–1999)
- Rosalía de Castro (1837–1885)
- Gabriel Celaya (1911–1991)
- Luis Cernuda (1902–1963)
- Pedro Espinosa (1578–1650)
- León Felipe (1884–1968)
- Gloria Fuertes (1917–1998)
- Federico García Lorca (1898–1936)
- Luis de Góngora y Argote (1561–1627)
- José Agustín Goytisolo (1928–1999)
- Miguel Hernández (1910–1942)
- Sor Juana Inés de la Cruz (1648–1695)
- Luis de León (1527–1591)
- José Lezama Lima (1910–1976)
- Antonio Machado (1875–1939)
- Jorge Manrique (1440–1479)
- Gabriela Mistral (1889–1957)
- Eugenio Montejo (1938–2008)
- Pablo Neruda (1904–1973)
- Blas de Otero (1916–1979)
- José Emilio Pacheco (1939–2014)
- Francisco de Quevedo y Villegas (1580–1645)
- Juan Ruiz 'Arcipreste de Hita' (14. Jahrhundert)
- Natalicio Talavera (1839–1867)
- César Vallejo (1892–1938)